# 大林理恵
大林 理恵（おおばやし りえ）は、日本のAV女優。
東京都出身。
趣味:料理。

## 作品

### アダルトビデオ
2008年
- ぽちゃラマン 豊満愛人 大林リエ40歳（1月25日、レイディックス）
- 熟成肉ぶとん 2（6月7日、マドンナ）出演:藤ノ宮礼美、川村あんな
- ぽっちゃり熟女 大林リエ 川村あんな（6月25日、小林興業）共演:川村あんな
- 淫乱な兄嫁の爆乳奉仕〜豊満な110cmKカップマシュマロの憂鬱〜（8月7日、マドンナ）

2009年
- 中出しソープ 麗しの熟女湯屋 超爆乳W肉弾天国（5月6日、グローバルメディアエンタテインメント）出演:安岡たまき
- お母さんのすべて 豊満お母さん4本立て（10月1日、ABC/妄想族）他出演:宮田まり、石橋ゆう子、絹田美津

2011年
- 叔母さんとお母さんと従兄弟と僕 大近親相姦 爆乳合わせて2m!!豊満姉妹の汗だく肉弾戦（2月10日、センタービレッジ）共演：山口玲子 (AV女優)
- 満肉熟女の男喰い（6月24日、イズム）